# Dactylorhiza ruppertii
Dactylorhiza ruppertii är en orkidéart som först beskrevs av Carl Theodor Maximilian Schulze, och fick sitt nu gällande namn av Olga Borsos och Károly Rezsö Soó von Bere. Dactylorhiza ruppertii ingår i Handnyckelsläktet som ingår i familjen orkidéer. Inga underarter finns listade i Catalogue of Life.